# Praia Formosa
Praia Formosa es una localidad caboverdiana del municipio de São Domingos.

## Geografía
La localidad está situada en la isla de Santiago.

## Organización territorial
La localidad abarca los lugares y barrios de:
- Achada Baixo
- Achada Catio
- Achada Cavalo
- Belém
- Chã de Oliveira
- Covada
- Cruz
- Dabreu
- Doreda
- Faial
- Jardim
- Lém Ferreira
- Nazaré
- Ribeirinha